# ブリリアント (競走馬)
ブリリアント (Brilliant) は18世紀中ごろに活躍した競走馬、種牡馬である。現在のサラブレッドで一般的でない毛色を持つ馬としては、最後の著名な競走馬であった。

## 経歴
第2代ポルトモア伯爵チャールズ・コルイヤーの生産。父は芦毛で有名なクラブ (Crab) であるが、芦毛は受け継がなかった。本馬は母の母シルヴァーロックス (Silverlocks) の月毛から佐目毛遺伝子を受け継いだものと考えられる。2歳のとき、ノーフォークのウィリアム・クロフツに売却された。
競走馬としては1754年から1757年にかけ7勝、同時代のスナップ (Snap) やスペクテイター (Spectator) 、マッチェム (Matchem) に次ぐ上級馬であった。1754年のイプスウィッチのキングズプレート、1755年のバーフォードのキングズプレートなどに勝ち、1755年の50ゾブリンを賭けたニューマーケットのレースでは、サイフォン (Syphon) やマースク (Marske) などを倒している。このほか1756年のニューマーケットのジョッキークラブプレートでは、マッチェムに先着した記録が残る（1着はスペクテイター）。
種牡馬としては当初エプソムで、のちにノーフォークで供用され成功した。産駒にはベラリオ（Bellario。10勝、ただし鹿毛）、アンテロープ (Antelope) 、ドンダン (Don Dun) らがいる。この中でアンテロープは種牡馬となり、ゲム (Gem) を出したが、そこで父系は途絶えている。このため後世への影響はかなり限定される。1767年生まれのBrilliant Mareの父としてわずかに見出すことができる程度である。
なお、この時期には月毛や河原毛はほとんど見られなくなっており、ブリリアントとその仔アンテロープ、半妹のイサベラ (Isabella) の死とともにサラブレッドの遺伝子プールから月毛や河原毛、佐目毛を発現する遺伝子は排除された。

## 血統表
| ブリリアントの血統（オルコックアラビアン系）      | ブリリアントの血統（オルコックアラビアン系） | ブリリアントの血統（オルコックアラビアン系） | （血統表の出典）  | （血統表の出典）  |
| 父 Crab イギリス 芦毛 1722年                      | 父の父Alcock Arabian 芦毛 1700年             | 不明                                         | 不明              | 不明              |
| 父 Crab イギリス 芦毛 1722年                      | 父の父Alcock Arabian 芦毛 1700年             | 不明                                         | 不明              |                   |
| 父 Crab イギリス 芦毛 1722年                      | 父の父Alcock Arabian 芦毛 1700年             | 不明                                         | 不明              | 不明              |
| 父 Crab イギリス 芦毛 1722年                      | 父の父Alcock Arabian 芦毛 1700年             | 不明                                         | 不明              |                   |
| 父 Crab イギリス 芦毛 1722年                      | 父の母Sister to Soreheels イギリス 1711年    | Basto イギリス 黒鹿毛 1703年                 | Byerley Turk      | Byerley Turk      |
| 父 Crab イギリス 芦毛 1722年                      | 父の母Sister to Soreheels イギリス 1711年    | Basto イギリス 黒鹿毛 1703年                 | Bay Peg           |                   |
| 父 Crab イギリス 芦毛 1722年                      | 父の母Sister to Soreheels イギリス 1711年    | Sister one to Mixbury イギリス               | Curwen's Bay Barb | Curwen's Bay Barb |
| 父 Crab イギリス 芦毛 1722年                      | 父の母Sister to Soreheels イギリス 1711年    | Sister one to Mixbury イギリス               | Curwen Spot Mare  |                   |
| 母 Sister one to Buff Coat イギリス 河原毛 1738年 | 母の父Godolphin Arabian 鹿毛 1724年          | 不明                                         | 不明              | 不明              |
| 母 Sister one to Buff Coat イギリス 河原毛 1738年 | 母の父Godolphin Arabian 鹿毛 1724年          | 不明                                         | 不明              |                   |
| 母 Sister one to Buff Coat イギリス 河原毛 1738年 | 母の父Godolphin Arabian 鹿毛 1724年          | 不明                                         | 不明              | 不明              |
| 母 Sister one to Buff Coat イギリス 河原毛 1738年 | 母の父Godolphin Arabian 鹿毛 1724年          | 不明                                         | 不明              |                   |
| 母 Sister one to Buff Coat イギリス 河原毛 1738年 | 母の母Silverlocks イギリス 月毛 1725年       | Bald Galloway イギリス 芦毛 1705年           | St. Victors Barb  | St. Victors Barb  |
| 母 Sister one to Buff Coat イギリス 河原毛 1738年 | 母の母Silverlocks イギリス 月毛 1725年       | Bald Galloway イギリス 芦毛 1705年           | Grey Whynot       |                   |
| 母 Sister one to Buff Coat イギリス 河原毛 1738年 | 母の母Silverlocks イギリス 月毛 1725年       | Sister to Chaunter イギリス 月毛 1712年      | Akaster Turk      | Akaster Turk      |
| 母 Sister one to Buff Coat イギリス 河原毛 1738年 | 母の母Silverlocks イギリス 月毛 1725年       | Sister to Chaunter イギリス 月毛 1712年      | Cream Cheeks      |                   |